# Tokyo Metropolitan Gymnasium
Tokyo Metropolitan Gymnasium (東京体育館, Tōkyō taiikukan) est un centre sportif et arène à Sendagaya dans l'arrondissement de Shibuya à Tokyo.

## Histoire
Le gymnase a été construit en 1954 et utilisé pendant les Jeux olympiques d'été de 1964, puis reconstruit en 1991 par Fumihiko Maki - architecte contemporain japonais, lauréat du prix Pritzker.
Le gymnase est en face de la gare de Sendagaya du réseau JR East sur la ligne Chūō-Sōbu et la station Kokuritsu Kyōgijō (Stade national) sur la ligne Ōedo.
- L'Open de Tokyo de tennis WTA se déroule ici ;
- les Championnats du Japon de volley-ball féminin ;
- Le grand chelem de judo Coupe Jigoro Kano depuis 2007 ;
- la Coupe Aeon de Gymnastique rythmique ;
- les Championnats du monde de patinage artistique 2007 ;
- les épreuves de tennis de table des Jeux olympiques et paralympiques d'été de 2020.
- les championnats du monde par équipes de patinage artistique 2023 et 2025

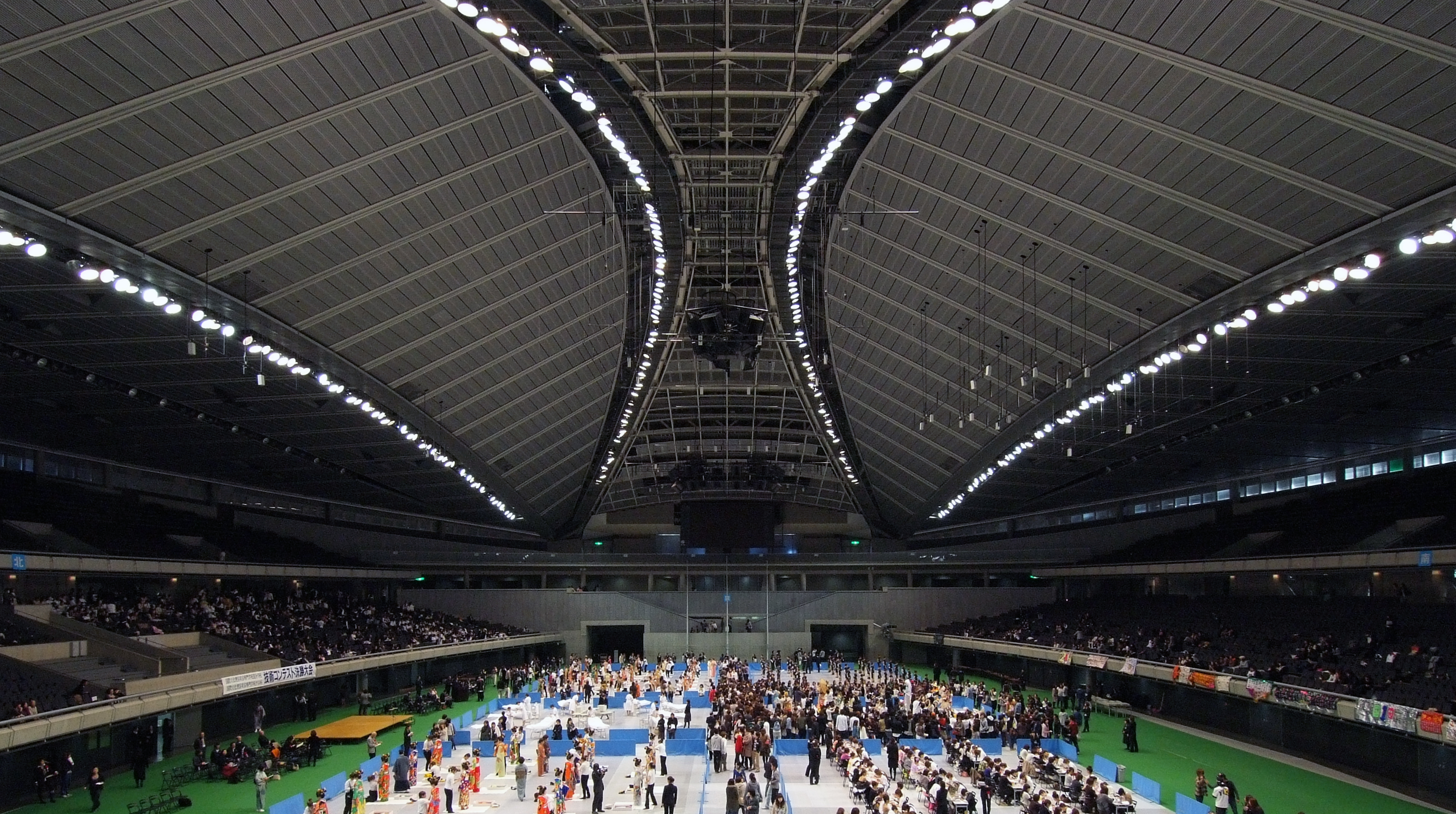
Surface de jeu.